# Seamill Centre

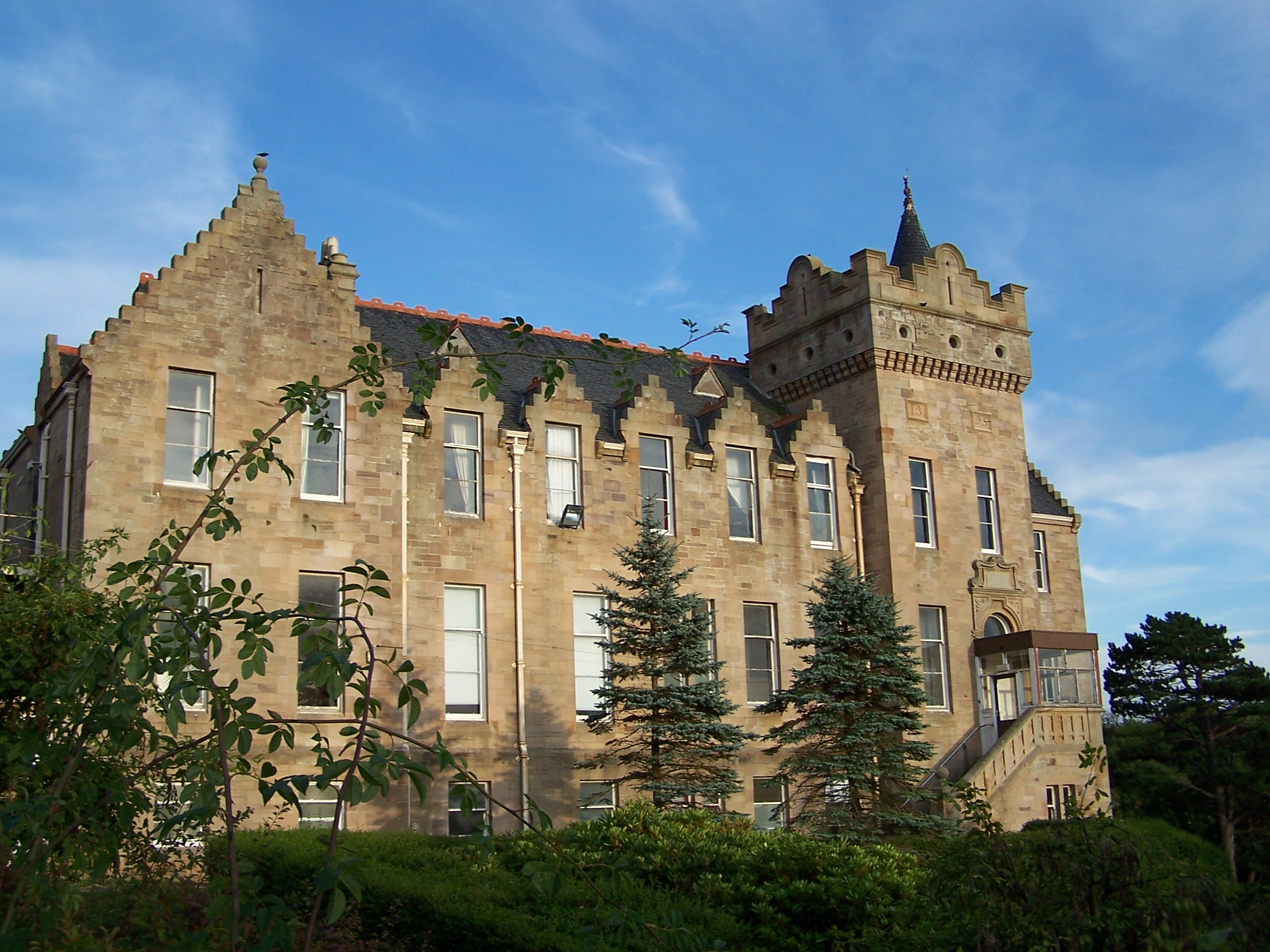
Seamill Centre

Das Seamill Centre, auch Seamill House, ist ein ehemaliges Pflegeheim in der schottischen Ortschaft Seamill in der Council Area North Ayrshire. 1996 wurde das Bauwerk in die schottischen Denkmallisten in der höchsten Denkmalkategorie A aufgenommen.

## Geschichte
Das Gebäude wurde ab 1893 für die Scottish Co-operative Society in zwei Bauabschnitten errichtet. Für die Baukosten des zweiten Abschnitts kam William Barclay auf. Den Entwurf für das Gebäude lieferte das Architekturbüro Bruce and Hay. 1902 wurden die Arbeiten abgeschlossen und die Räumlichkeiten wurden in der Folge als Pflegeheim genutzt. Später bezog der schottische Zweig der christlichen Bewegung Jugend mit einer Mission das Seamill Centre.

## Beschreibung
Das zweistöckige Gebäude mit H-förmigem Grundriss liegt am Hang einer Anhöhe am Südrand von Seamill. Das Mauerwerk besteht aus zu Quadern gehauenem, cremefarbenem Sandstein. In den verschiedenen Gebäudeabschnitten sind durchweg Sprossenfenster verbaut. An der Nordseite ragt ein Turm mit quadratischem Grundriss auf. Das Obergeschoss ist teilweise mit Lukarnen gearbeitet. Die Satteldächer sind mit grauem Schiefer eingedeckt. Die Giebel sind als Staffelgiebel gearbeitet. Stilistisch weist das Seamill Centre die Merkmale des Scottish Baronial Styles auf.